# Sweden Hockey Games
Die Sweden Hockey Games (auch Globen-Cup, Beijer Hockey Games, von 2012 bis 2014 Oddset Hockey Games, von 2006 bis 2011 LG Hockey Games) sind ein jährlich seit 1991 in Schweden stattfindendes Eishockeyturnier. Der Wettbewerb ist seit 1996/97 Teil der Euro Hockey Tour, bei welcher sich die Nationalmannschaften Finnlands, Schwedens, Russlands und Tschechiens messen. Bei der Austragung im Jahr 2022 durfte die Schweiz anstelle von Russland an dem Turnier teilnehmen. Grund dafür ist der Ausschluss des Russischen Verbandes.
Weitere Stationen der Euro Hockey Tour sind die Czech Hockey Games in Tschechien, der Karjala Cup in Finnland sowie der Channel One Cup in der russischen Hauptstadt Moskau. Von 1992 bis 2003 nahm zudem Kanada am Wettbewerb teil.
Austragungsort der Hockey Games ist der Ericsson Globe in Stockholm. Der Gewinner erhält den Globen Cup, aufgrund dessen die Spiele zum Teil auch als Globen-Cup bezeichnet werden. 2006 wurde das Turnier von Sweden Hockey Games nach dem Hauptsponsor des Turniers, LG Electronics, in LG Hockey Games umbenannt. Nach der Austragung des Turniers 2011 beendete LG das Sponsoring und Svenska Spel konnte als neuer Hauptsponsor gewonnen werden. Dessen Marke Oddset entsprechend wurde das Turnier in Oddset Hockey Games umbenannt. Zwischen 2014 und 2016 wurde das Turnier nicht ausgetragen und erst zur Saison 2016/17 wiederbelebt. Seit der Saison 2018/19 wird das Turnier von Beijer, einem schwedischen Baustoffhandelsunternehmen, gesponsert.

## Austragungen
Seit 1991 konnte die schwedische Nationalmannschaft insgesamt 12 Mal das Turnier gewinnen, danach folgt die finnische Mannschaft mit insgesamt 7 Siegen.
| Veranstaltung | Jahr        | Goldmedaille     | Silbermedaille   | Bronzemedaille   | 4.               | 5.               |
| ------------- | ----------- | ---------------- | ---------------- | ---------------- | ---------------- | ---------------- |
|               | 2022        | Tschechien       | Schweden         | Schweiz          | Finnland         | –                |
| 2021          | Russland    | Schweden         | Finnland         | Tschechien       | –                |                  |
| 2020          | Schweden    | Tschechien       | Finnland         | Russland         | –                |                  |
| 2018          | Finnland    | Schweden         | Russland         | Tschechien       | –                |                  |
| 2017          | Russland    | Tschechien       | Schweden         | Finnland         | –                |                  |
|               | 2014–2016   | keine Austragung | keine Austragung | keine Austragung | keine Austragung | keine Austragung |
|               | 2014        | Finnland         | Tschechien       | Schweden         | Russland         | –                |
| 2013          | Finnland    | Tschechien       | Russland         | Schweden         | –                |                  |
| 2012          | Schweden    | Tschechien       | Russland         | Finnland         | –                |                  |
|               | 2011        | Schweden         | Russland         | Finnland         | Tschechien       | –                |
| 2010          | Finnland    | Tschechien       | Russland         | Schweden         | –                |                  |
| 2009          | Schweden    | Russland         | Finnland         | Tschechien       | –                |                  |
| 2008          | Russland    | Finnland         | Schweden         | Tschechien       | –                |                  |
| 2007          | Schweden    | Russland         | Tschechien       | Finnland         | –                |                  |
| 2006          | Russland    | Finnland         | Schweden         | Tschechien       | –                |                  |
|               | 2005        | Schweden         | Tschechien       | Russland         | Finnland         | –                |
| 2004          | Schweden    | Tschechien       | Russland         | Finnland         | –                |                  |
| 2003          | Russland    | Schweden         | Kanada           | Finnland         | Tschechien       |                  |
| 2001 II       | Schweden    | Tschechien       | Finnland         | Russland         | Kanada           |                  |
| 2001 I        | Schweden    | Finnland         | Kanada           | Tschechien       | Russland         |                  |
| 2000          | Finnland    | Tschechien       | Kanada           | Russland         | Schweden         |                  |
| 1999          | Finnland    | Schweden         | Kanada           | Tschechien       | Russland         |                  |
| 1998          | Schweden    | Tschechien       | Finnland         | Russland         | Kanada           |                  |
| 1997          | Finnland    | Schweden         | Kanada           | Russland         | Tschechien       |                  |
| 1996          | Schweden    | Tschechien       | Russland         | Kanada           | –                |                  |
| 1995          | Schweden    | Russland         | Tschechien       | Kanada           | –                |                  |
| 1994          | Tschechien  | Schweden         | Kanada           | Russland         | –                |                  |
| 1993          | Schweden    | Tschechien       | Russland         | Kanada           | –                |                  |
| 1992          | Kanada      | GUS              | Tschechoslowakei | Schweden         | –                |                  |
| 1991          | Sowjetunion | Schweden         | Finnland         | Tschechoslowakei | –                |                  |
| Sweden Cup    | 1984        | Tschechoslowakei | Sowjetunion      | Schweden         | Finnland         | –                |
| Sweden Cup    | 1980        | Sowjetunion      | Schweden         | Tschechoslowakei | Finnland         | Kanada           |

## Medaillenspiegel
| Medaillenspiegel seit 1991 Stand 2022 | Medaillenspiegel seit 1991 Stand 2022 | Medaillenspiegel seit 1991 Stand 2022 | Medaillenspiegel seit 1991 Stand 2022 | Medaillenspiegel seit 1991 Stand 2022 |
| ------------------------------------- | ------------------------------------- | ------------------------------------- | ------------------------------------- | ------------------------------------- |
| Mannschaft                            |                                       |                                       |                                       |                                       |
| Schweden                              | 13                                    | 7                                     | 5                                     |                                       |
| Finnland                              | 7                                     | 3                                     | 7                                     |                                       |
| Sowjetunion / GUS / Russland          | 6                                     | 6                                     | 9                                     |                                       |
| Tschechoslowakei / Tschechien         | 2                                     | 13                                    | 3                                     |                                       |
| Kanada                                | 1                                     | 0                                     | 5                                     |                                       |
| Schweiz                               | 0                                     | 0                                     | 1                                     |                                       |